# آرمن نرسسیان (فیزیکدان)
آرمن پطروسی نرسسیان (ارمنی: Արմեն Պետրոսի Ներսեսյան؛  زادهٔ ۳۰ مهٔ ۱۹۶۴) فیزیک‌دان اهل ارمنستان است.

## زندگی‌نامه
وی در ۳۰ مه ۱۹۶۴ در هادروت به دنیا آمد و از دانشگاه دولتی ایروان (۱۹۸۶) فارغ‌التحصیل گشت. همچنین برندهٔ جوایزی همچون نشان آنانیا شیراکاتسی (۲۰۰۸) و جایزه رئیس‌جمهور جمهوری ارمنستان (جایزه پوغوسیان) شده است.

## یادداشت
1. ↑  ֆիզիկամաթեմատիկական գիտությունների դոկտոր